# Кирил Нешев
 Тази статия е за философа.  За генерала от ДС вижте Кирил Нешев (офицер).  
Кирил Нешев е български професор философ. Дългогодишен преподавател по етика в СУ „Св. Климент Охридски“, Великотърновския университет „Св. св. Кирил и Методий“, Югозападния университет „Неофит Рилски“ и Шуменския университет „Епископ Константин Преславски“.

## Биография

### Образование и кариера
Роден е на 17 февруари 1935 г. в София. Възпитаник е на Философския факултет на СУ „Св. Климент Охридски“, който завършва през 1960 г., а от 1968 г. става негов преподавател.
Кирил Нешев защитава дисертация на тема „Основни проблеми на моралната цел. Исторически и теоретически аспекти“ (1973). През 1976 г. е избран за доцент, а през 1986 г. за професор на Софийския университет. Бил е декан на Философския факултет от 1976 до 1979 г. и два поредни мандата от 1980 до 1988 г. зам.-ректор на СУ „Св. Климент Охридски“.
Умира на 8 декември 2010 г.

### Научни интереси
Научните интереси на проф. Нешев са в областта на етиката. Основен акцент в работата му е изясняването на основните етически понятия – добро, зло, свобода, чест, съвест, справедливост и т.н. По време на преподавателската си и научна дейност той чете курсове по Етика, Журналистическа етика, Педагогическа етика и др.
Автор е на над 50 книги – учебници, монографии и публицистични съчинения в областта на етиката, политологията, социологията, журналистиката, националната история. Известни и търсени между тях са първите учебници по етика за студенти в най-новата история на България – „Система на етиката“, „Педагогическа етика“, „Журналистическа етика“, анализа на основните етически категории – „Доброто“ и „Злото“, съчиненията по история на етиката – „Философии на морала“, „История на европейската етика“, книгите, посветени на актуални социални проблеми – „Философия на утопиите“, „Балканският неомарксизъм“ и др.

### Изследване на евдемонизма
Стремежът към щастие и неговият конфликт с изискването за подчинение на нравствения дълг е обект на първите разработки на проф. Нешев. Акцентът му като изследовател е върху това, че евдемонистите търсят реалното отражение на реалните нрави на отделна епоха или период в развитието на обществото. В труда е формулирана авторска класификация на евдемонистичните течения в етиката, отговаряща на историческото развитие на школата. Голямата историческа и теоретическа заслуга на евдемонизма, според проф. Нешев, е приближаването му до въпроса лично – обществено, все по-точното му изясняване, опитите за всестранен анализ на този феномен от позициите на етическа философия.

### Професионалната етика
Проф. Кирил Нешев е между първите български етици, които пишат и разсъждават по тази нова и важна за философската етика тема. За него професионален морал притежават преди всичко онези професии, които имат за свой обект човека. Професионалната етика и нейната разработка са сред най-непосредствените и неотложни задачи на философите етици. Сред основните приоритети на професионалната етика са изработването на такива образци на поведение, които са призвани да гарантират защитата на определени обществени интереси и защитата на личността като обект на професионално въздействие.

## За него
- Траектории на етиката. Сборник в чест на 70-годишнината на проф. д.ф.н. Кирил Нешев. С., СУ
- Д-р Сотирис Теохаридис, Морал и човек: евдемонизмът като философско-етическа система в памет на философа на етиката и свободата проф. Кирил Нешев[неработеща препратка], сп. Виртуална култура, 2013